# Tenerife Sur Voleibol
El Tenerife Sur Voleibol es un club de voleibol del sur de la isla de Tenerife en Arona (Santa Cruz de Tenerife) España.

## Historia
Fue fundado en el año 1997 con el nombre de Club Clínica San Eugenio. Dos años más tarde en la temporada 1999-00 se proclama campeón de primera nacional y logra ascender a la Liga FEV. El equipo cambia de nombre pasándose a llamar Arona Tenerife Sur. En la temporada 2000-01 acaba campeón de la Liga LEF, ascendiendo así a la Superliga. Posteriormente pasaría a denominarse Club Voleibol Arona Playa de Las Américas por cuestiones de patrocinio.

### Época dorada
Con el ascenso el C.V. Arona vive sus mejores años en los que incluso llega a conseguir un subcampeonato de liga en 2003. En la Copa del Rey el equipo sureño escribió su nombre en letras doradas al conquistar el título en 2004 jugando así la Supercopa al año siguiente, y consiguiendo un nuevo entorchado para las vitrinas del club.

### Crisis
En la temporada 2009/2010 el equipo termina la liga en puesto de descenso pero la falta de liquidez de otros conjuntos hace que conserve la plaza en la máxima categoría.

## Palmarés
Nota: en negrita competiciones vigentes en la actualidad.
| Competición nacional        | Títulos  | Subcampeonatos |
| --------------------------- | -------- | -------------- |
| Superliga Masculina (0/1)   |          | 2002-03.       |
| Copa del Rey (1/0)          | 2004.    |                |
| Supercopa de España (1/0)   | 2004.    |                |
| Superliga Masculina 2 (1/0) | 2000-01. |                |
| Copa Príncipe (0/1)         |          | 2021           |

- Datos: Q1747555